# Gallieno Ferri
Galieno Ferri (Gênova, 21 de março de 1929 - 2 de abril de 2016) foi um desenhista de banda desenhada italiano, trabalhou para a Sergio Bonelli  Editore e foi o criador gráfico dos personagens Zagor e de Mister No.
Exerceu por algum tempo a função de geômetra antes de adentrar para o mundo dos quadrinhos, realizando para o Editora De Leo "Il fantasma verde" e "Piuma Rossa", assinando seus desenhos com o pseudônimo de Fergal.
Em 1949 ilustrou a primeira série do personagem "Maskar". Nos anos cinquenta, Ferri colabora com o "Vittorioso", desenhando as aventuras western do índio "Tom Tom" e "Thunder Jack", inaugurando uma série de colaborações de sucesso com o mercado editorial francês, como "Jolly" e "Capitan Walter".
Em 1961, junto com Guido Nolitta, cria o aventureiro Zagor, ao qual dedica a maior parte do seu tempo, muito embora em 1975 tenha desenhado a primeira história de Mister No, um outro personagem popular criado por Nolitta e continuado a seguir pelas mãos de Roberto Diso e de outros desenhistas.